# غرومان ايه-6 إنترودر
الطائرة غرومان ايه-6 إنترودر (بالإنجليزية: Grumman A-6 Intruder)‏ هي طائرة هجوم أرضي أمريكية بأجنحة من وسط البدن، ومحركان نفاثان، صنعت بواسطة غرومان. خدمت لدى البحرية الأمريكية وقوات مشاة البحرية الأمريكية مابين عام 1963 وعام 1997. صممت الإيه-6 لكى تعمل في كافة الأحوال الجوية في دور طائرة الهجوم المتوسطة لتستبدل طائرة المحرك المتردد إيه-1 سكاي رايدر. خدمت الطائرة في حرب فيتنام، وفي دعم القوات الدولية في لبنان عام 1983، حيث أسقطت القوات السورية طائره من طرازها في الرابع من ديسمبر من نفس العام. شاركت أيضًا في قصف ليبيا عام 1986 وفي حرب الخليج عام 1991 حيث كانت تتمركز في قاعدة الشيخ عيسى الجوية بالبحرين. حيث أسقطت 3 طائرات بصواريخ سام عراقية. خدمت ايضًا كطائرة دورية في فرض منطقة حظر الطيران في العراق. قامت أيضًا بالعديد من عمليات الدعم الجوى للقوات الأرضية في عملية استعادة الأمل في الصومال. توقفت عن الخدمة لدى قوات مشاة البحرية الأمريكية في 28 أبريل 1993. وخدمت أيضًا عام 1994 في البوسنة والهرسك. عندما بدأت الإيه-6 إنترودر بالتقاعد عن الخدمة بدأت الطائرة إف-14 توم كات بأخذ دورها.

## المستخدمون
الولايات المتحدة
- البحرية الأمريكية
- قوات مشاة البحرية الأمريكية